# Tramvia de vapor d'Horta
El tramvia de vapor d'Horta es va inaugurar el 5 de juliol de 1883. Unia el poble de Sant Joan d'Horta i la Sagrera (nucli que pertanyia al municipi de Sant Martí de Provençals). Va ser el primer tramvia interurbà, que no connectava amb Barcelona, sinó amb dos municipis independents. Se'l coneixia popularment com a capsa de mistos, per les seves reduïdes dimensions.
L'impulsor de la línia fou Francesc Xinxó i Martori, propietari de can Grases (després ca n'Andalet), a la Clota, que s'associà amb altres propietaris de Santa Eulàlia de Vilapicina i Horta: Pere Fargas, Alexandre de Bacardí, Francesc Mascaró i Josep M. Comas d'Argemí.
A la Sagrera hi havia l'abaixador del tramvia de vapor de Sant Andreu que venia de Barcelona, i des d'aquest punt hi havia un servei de tartanes que duien els passatgers des de la Sagrera a Horta, per la carretera que havia construït la Diputació de Barcelona uns anys abans. La carretera acabava a la riera d'Horta (actual carrer Tajo). El pont sobre la riera encara no s'havia construït, i el carrer de Fulton no es va obrir fins al 1888. Calia creuar la riera a peu. D'ençà de la construcció de la carretera, i abans de construir el pont, hi havia el servei que oferien uns homes que passaven a coll les persones que no volien mullar-se en dies de baixada d'aigües per la riera.
El constructor va ser el contractista Pere Pascual Herrero. Al final de la línia, a l'entrada d'Horta, va construir una rampa i l'escala del futur pont sobre la riera. El mateix Xinxó va fer construir el pont el 1884.
L'itinerari del tramvia es va fer coincidir amb aquesta carretera. Era una via única i estreta. Només hi havia una màquina i un sol vagó de petites dimensions. Era una màquina vella que ja havia fet molt servei a Liverpool. No hi havia parades intermèdies, doncs passava per zona de camps poc poblada. A més de la campana, al costat del conductor hi havia un noi amb una corneta per avisar els carruatges i vianants. Hi havia nombrosos accidents. El recorregut començava a la carretera de Ribes i passava pel que ara són els carrers de Garcilaso i passeig de Maragall, paral·lel a la riera d'Horta, però a una cota més alta. Els primers temps la freqüència del servei era de cada mitja hora, des de les 5 del matí a les 8 del vespre. Aquell únic cotxe portava departaments de dues classes, 1ª i 2ª.
A l'entrada d'Horta es va construir una petita edificació on hi havia l'administració, els tallers i era l'estació d'arribada del tramvia, amb una campana i una marquesina per aixoplugar els passatgers.
El juny de 1884 un accident va provocar diversos ferits, en baixar el tramvia des d'Horta amb les màquines espatllades, confiant únicament en els frens. Prop de la Torre dels Pardals, el maquinista no podia controlar la velocitat i va saltar del tramvia, que va acabar col·lisionant en arribar a la Sagrera.
El 1892 la companyia va fer fallida, a causa de les múltiples avaries i accidents, i el tramvia de vapor va deixar de funcionar. L'edifici de l'estació es va llogar als germans Salvatella, manyans. L'edifici va perdurar fins als anys setanta.